# Dovjîk, Semenivka
Dovjîk (în ucraineană Довжик) este un sat în comuna Jadove din raionul Semenivka, regiunea Cernihiv, Ucraina.

## Demografie
Componența lingvistică a localității Dovjîk
     Ucraineană (98,42%)
     Rusă (1,58%)
Conform recensământului din 2001, majoritatea populației localității Dovjîk era vorbitoare de ucraineană (98,42%), existând în minoritate și vorbitori de rusă (1,58%).